# Walter Botsch
Walter Botsch (* 27. Februar 1897 in Braunsbach; † 7. Januar 1969 in Schwäbisch Gmünd) war ein Generalleutnant im Zweiten Weltkrieg.

## Leben
Walter Botsch besuchte das Gymnasium in Heilbronn, wo er wahrscheinlich 1915 die Reifeprüfung ablegte.
Am 20. April 1915 trat er als Fahnenjunker in das Ersatz-Bataillon des Infanterie-Regiments „König Wilhelm I.“ (6. Württembergisches) Nr. 124 der Württembergischen Armee ein. Nach einem Fahnenjunker-Lehrgang in Döberitz wurde er Mitte November 1915 dem Regiment an der Westfront überwiesen. Während der Schlacht an der Somme wurde Botsch Anfang August 1916 verwundet, war nach seinem Lazarettaufenthalt zunächst wieder beim Ersatz-Bataillon und kehrte Mitte Oktober 1916 an die Front zurück. Einen Monat später erfolgte seine Versetzung zum Stab der 53. Infanterie-Brigade (3. Königlich Württembergische). Im weiteren Verlauf der Schlacht an der Somme wurde Botsch einige Tage später schwer verwundet und musste längere Zeit im Lazarett verbringen. Zwischenzeitlich am 5. Januar 1917 mit Patent vom 27. Januar 1917 zum Leutnant befördert, kam er Ende Februar 1917 zum Ersatz-Bataillon und absolvierte einen Granatwerfer-Kurs in Münsingen. Ab Ende April 1917 befand Botsch sich wieder an der Front, wirkte als Bataillonsadjutant und Kompanieoffizier und wurde bei den Kämpfen an der Somme Ende März 1918 ein weiteres Mal schwer verwundet. Bei Ende des Krieges war er Adjutant des II. Bataillons seines Regiments und hatte für sein Verhalten beide Klassen des Eisernen Kreuzes, die Militärverdienstmedaille in Gold sowie das Verwundetenabzeichen in Silber erhalten.
Nach Kriegesende und Demobilisierung seines Regiments war er von Mitte März bis Ende September 1919 bei der „Freiwilligen-Abteilung Haas“ und wurde anschließend in die Reichswehr übernommen.
Am 1. März 1936 erfolgte seine Beförderung zum Major und am 1. April 1938 zum Oberstleutnant. Ab Mitte September 1937 war er im Wehrwirtschaftsstab im Wehrmachtsamt tätig. Nach dem Beginn des Zweiten Weltkriegs folgte ab dem 9. September 1939 eine Verwendung als Ia im Generalstab des XXX. Armeekorps und am 25. November 1940 stieg er zum Chef des Generalstabs auf. In dieser Position wurde er am 1. April 1941 Oberst. Mit der Aufstellung der 19. Armee Ende August 1943 in Frankreich war Botsch, ab 1. September 1943 erst Generalmajor und dann ab 1. September 1944 Generalleutnant, anschließend bis zu seiner Ablösung am 1. Januar 1945 Chefs des Generalstabs. Er kam kurz in die Führerreserve und war dann von Anfang Februar bis Anfang März 1945 Kommandeur der 18. Volksgrenadier-Division. In den letzten Tagen des Krieges im März 1945 wurde er noch kurz als Kommandierender General zum LIII. Armeekorps versetzt. Ende März erfolgte die erneute Versetzung zum LVIII. Panzerkorps. Vom 16. April 1945 bis November 1947 befand Botsch sich in US-amerikanischer Kriegsgefangenschaft.